# Nematopodius
Nematopodius is een geslacht van insecten uit de orde vliesvleugeligen (Hymenoptera) en de familie Ichneumonidae.

## Soorten
- N. debilis (Ratzeburg, 1852)
- N. dimidiatus (Brulle, 1846)
- N. flavoguttatus Uchida, 1930
- N. formosus Gravenhorst, 1829
- N. fossulatus (Cushman, 1932)
- N. indicus Sudheer & Narendran, 2005
- N. kusigematii Momoi, 1970
- N. longiventris (Cameron, 1903)
- N. luteus (Cameron, 1905)
- N. luzonensis (Cushman, 1922)
- N. meridionator Aubert, 1963
- N. mindanao (Cushman, 1932)
- N. mirabilis (Szepligeti, 1916)
- N. nigricornis (Cameron, 1911)
- N. nigripalpis (Cameron, 1911)
- N. nigromaculatus (Cameron, 1907)
- N. nigroplagiatus (Cameron, 1902)
- N. oblongus Momoi, 1967
- N. pallidicornis (Cushman, 1932)
- N. parvus (Cushman, 1932)
- N. philippinensis (Cushman, 1922)
- N. piceatus (Cushman, 1932)
- N. taiwanensis (Cushman, 1932)
- N. tricolor (Cushman, 1932)
- N. unicolor (Cushman, 1932)
- N. uniformis (Cushman, 1932)